# 間中進之
間中 進之（まなか しんし、1852年3月3日〈嘉永5年2月13日〉 - 1890年〈明治23年〉9月5日）は、日本の政治家。衆議院議員。

## 経歴
武蔵国葛飾郡惣新田村（のち埼玉県北葛飾郡吉田村、現幸手市）で生まれる。漢学を学んだ。
1874年（明治7年）、22歳で学区取締となる。1879年（明治12年）、埼玉県会議員に選ばれ、立案委員、組合監事などを務めた。1880年（明治13年）、議員を辞職して南埼玉郡長に就任。1890年3月に郡長を辞任した。
同年7月、第1回衆議院議員総選挙に埼玉県第3区から出馬して当選したが、2ヵ月後に死去した。